# San-José-Schildlaus
Die San-José-Schildlaus (Comstockaspis perniciosa) ist ein Insekt aus der Familie der Deckelschildläuse (Diaspidiae). Dieser Schädling kommt an zahlreichen Obstpflanzen vor und kann hier große Schäden und Ernteausfälle verursachen.

## Herkunft und Verbreitung
Die San-José-Schildlaus stammt aus Ostasien, vermutlich aus Nord-China und wurde 1873 auf Pfirsichbäumen von dort in die USA importiert, wo sie sich in den Obstplantagen von San José (Kalifornien) ausbreitete. Der Entomologe John Henry Comstock erkannte die Schildlaus dort als neue Art, beschrieb sie 1880 und wurde so zum Namensgeber. Die Ausbreitung wurde durch Handel weiter vorangetrieben, sie stellt mittlerweile einen der gefährlichsten Schaderreger an Obstgehölzen dar. Sie ist weltweit anzutreffen, mit Ausnahme arktischer Gebiete. Als ursprünglich thermophiles Insekt erobert sie zunehmend auch kühlere und maritime Klimate. Die Schildlaus lebt an zahlreichen Laubgehölzen, insgesamt sind über 150 Wirtspflanzen aus zahlreichen Familien bekannt, darunter Apfel, Birne, Kirsche, Pflaume, Johannisbeere und die Zitruspflanzen.
In der Schweiz wurde die Art 1946 erstmals entdeckt. In Deutschland, wo sie seit 1898 bekannt ist, wird die Art seit etwa 2000 häufiger und breitet sich weiter nach Norden hin aus. So wurde sie 2000 erstmals in Brandenburg (Raum Frankfurt/Oder), 2005 erstmals in Thüringen festgestellt. Ihr Auftreten ist in Deutschland meldepflichtig (§ 1 Abs. 1 der Verordnung zur Bekämpfung der San-Jose-Schildlaus).

## Merkmale und Lebenszyklus
Die San-José-Schildlaus bringt normalerweise drei, unter ungünstigen Klimabedingungen (wie in Mitteleuropa) nur ein bis zwei Generationen pro Jahr hervor. Das Weibchen bringt ab Frühsommer in einer Geburtsperiode von 6 bis 8 Wochen lebendgebärend etwa 100 bis 400 bewegliche Larven (Wanderlarven, englisch „crawler“) hervor, die sich unweit des Muttertieres festsaugen und beginnen, ihrerseits einen eigenen Schild aus Analsekretionen und Wachsfäden auszubilden. Alternativ sind sie in der Lage, sich an den Tarsen anderer Insektenarten festzuklammern und sich von ihnen verbreiten zu lassen (Phoresie). Unter dem Schild durchlaufen die Tiere ihre Larvalentwicklung in mehreren Stadien, bei den Weibchen zwei, bei den Männchen vier. Die Männchen entwickeln hierbei Flügel und sind in der Lage, ihren Schild zu verlassen. Ihre Mundwerkzeuge sind verkümmert, sodass sich ihre Lebensdauer in der Regel auf wenige Stunden beschränkt. Die Weibchen bleiben unbeweglich unter dem Schild und werden dort von den Männchen zur Begattung aufgesucht. Ihr Körper ist von plumper Form ohne äußerlich erkennbare Segmente und ohne Flügel. Der Schild ist zu Beginn der Larvalentwicklung weißlich, zum Abschluss grau-braun gefärbt und besitzt einen Durchmesser von ca. 2 Millimeter, das darunter sitzende Tier ist gelb. Der Schild der Weibchen ist fast kreisförmig, derjenige der Männchen länglich.
Die Schildläuse saugen normalerweise auf der Rinde ihrer holzigen Wirtspflanzen, selten können sie auch auf den Früchten auftreten, vor allem auf Äpfeln. Sie überwintern im ersten Larvenstadium.
Die Art ist anhand der Form des Schilds grob zuzuordnen, eine genaue Bestimmung ist nur Spezialisten unter dem Mikroskop möglich. Eine sehr ähnliche Art, mit der sie häufig gemeinsam auftritt, ist die Gemeine Austernschildlaus (Quadraspidiotus ostraeformis). Die Arten sind nur schwer zu unterscheiden, Merkmale sind die Ausbildung einiger Poren und Borsten am Hinterleib.

## Bekämpfung
Aufgrund ihres Schilds ist die San-José-Schildlaus sehr schwierig durch chemische Maßnahmen zu bekämpfen. Hier finden vor allem ölhaltigen Präparate mit Rapsöl oder Mineralöl Anwendung, die über Austriebsspritzungen auf die Pflanzen ausgebracht werden. Eine andere Maßnahme ist die biologische Bekämpfung mit der parasitoiden Schlupfwespe (im weiteren Sinne) Prospaltella perniciosi (syn. Encarsia perniciosi, Familie Aphelinidae), die ihre Eier in den Schild der Laus ablegt und sie somit tötet. Die Parasitierung mit der Zehrwespe ist in der Lage, einen befallenen Bestand zu kontrollieren.

## Taxonomie
Innerhalb der Familie der Deckelschildläuse wurden zunächst fast alle Arten, darunter auch die San-José-Schildlaus, einer weit gefassten Gattung Aspidiotus zugeordnet. Später wurden traditionell mehrere Gattungen unterschieden, die nach einem morphologischen Merkmal, der Anzahl und Ausbildung mehrerer lappenartiger Fortsätze (Loben) nahe der Spitze des Hinterleibs, gegeneinander differenziert wurden. Die San-José-Schildlaus wurde dabei von zahlreichen Autoren den Gattungen Diaspidiotus oder Quadraspidiotus zugeordnet, so dass sie in zahlreichen wissenschaftlichen Veröffentlichungen unter den synonymen Namen Diaspidiotus perniciosus oder Quadraspidiotus perniciosus aufgeführt ist, daneben existiert eine Vielzahl weiterer Synonyme. Der japanische Entomologe Sadao Takagi erkannte diese Gruppierungen als künstlich und trennte die Artengruppe um die San-José-Schildlaus, einem älteren Vorschlag von Alexander Dyer MacGillivray folgend, als Gattung Comstockaspis ab. Dieser Vorschlag ist weitgehend akzeptiert worden.
Die Gattung Comstockaspis umfasst zwei Arten, die zweite Art Comstockaspis macroporana (Takagi) ist ein Endemit Japans.